# Liste des bourgmestres de Sombreffe
Liste des bourgmestres de Sombreffe depuis la fin de la période napoléonienne.
| Bourgmestres                  | Mandat              | Parti      |  |
| ----------------------------- | ------------------- | ---------- |  |
| Félix Février                 | 1816-1822           | ?          |  |
| Auguste de Becquevort         | 1822-?              | ?          |  |
| Seutin                        | ?-?                 | ?          |  |
| ?                             | 1903-1907           | catholique |  |
| Jules Février                 | 1907-1908?          | Libéral    |  |
| Louis Hanoteau                | 1908-1927           | catholique |  |
| ?                             | 1927-1932           | ?          |  |
| Fernand Février               | 1932-1938           | Libéral    |  |
| Lucien Laduron                | 1938-1942           | catholique |  |
| Gustave Thibaut               | 1942-1944           | Rex        |  |
| Gustave Fiévet                | 1947-1957           | PSB        |  |
| Victor Daras                  | 1957-?              | ?          |  |
| Robert Brunelle Ulysse Hubaux | 1970-1977 1977-1982 | PSC IC     |  |
| Léon Keimeul                  | 1982-1992           | PSB        |  |
| Roger Bastin                  | 1992-2000           | PS         |  |
| Nicole Docq                   | 1999-2000           | PS         |  |
| Étienne Bertrand              | 2000-2012           | cdH        |  |
| Philippe Lecomte              | 2012-2018           | MR         |  |
| Étienne Bertrand              | 2018-…              | IC         |  |